# Kanarska struja
Kanarska struja je hladna do umjereno topla morska struja u sjevernom Atlantiku.
Voda ove struje sastoji se dijelom od voda Azorske, dijelom od Portugalske struje i dijelom uzlaznih, hranjivim tvarima vrlo bogatih, dubinskih voda. Struja teče prvo prema jugu a zatim prema jugozapadu duž sjeverne istočno afričke obale, pored Kanarskih otoka. Svojim prolaskom osigurava cjelogodišnju uravnoteženu klimu Kanarskim otocima. Kod Zelenortskih otoka skreće prema zapadu i postaje Sjevernoatlantska ekvatorska struja. 
vidjeti i:
- morske struje
- termohalinska cirkulacija

## Poveznice
- Shematski prikaz važnijih morskih struja